# Tommaso II di Costantinopoli
Tommaso II (... – 15 novembre 669) è stato un arcivescovo bizantino, patriarca di Costantinopoli dal 667 al 669.

## Biografia
Diacono di Hagia Sophia e chartophylax, succedette al seggio patriarcale a Pietro nel 667 e mantenne la carica per due anni e sette mesi (oppure tre anni, come sostiene Teofane). A differenza dei suoi predecessori, si oppose al monotelismo. Gli succedette Giovanni V.
Una copia della sua synodikon a papa Vitaliano, che non gli fu possibile inviare a causa dell'assedio di Costantinopoli (674) ad opera degli Arabi, fu letta al Concilio di Costantinopoli III nel 680-681 che condannò il monotelismo; i vescovi radunati nel concilio non trovarono idee monotelite nella lettera e dunque, per la sua ortodossia, Tommaso II scampò all'anatemizzazione che colpì tutti i patriarchi di Costantinopoli di fede monotelita.